# جيف سميث (لاعب كريكت بريطاني)
جيف سميث (2 أبريل 1935 في المملكة المتحدة - ) (بالإنجليزية: Geoff Smith)‏ هو لاعب كريكت بريطاني. لعب مع Hertfordshire County Cricket Club ‏ ونادي مقاطعة ساسكس للكريكت ‏ ونادي مارليبون للكريكت ‏.

## وصلات خارجية
- جيف سميث على موقع إي آس بي آن كريك إنفو (الإنجليزية)